# Bo Beskow

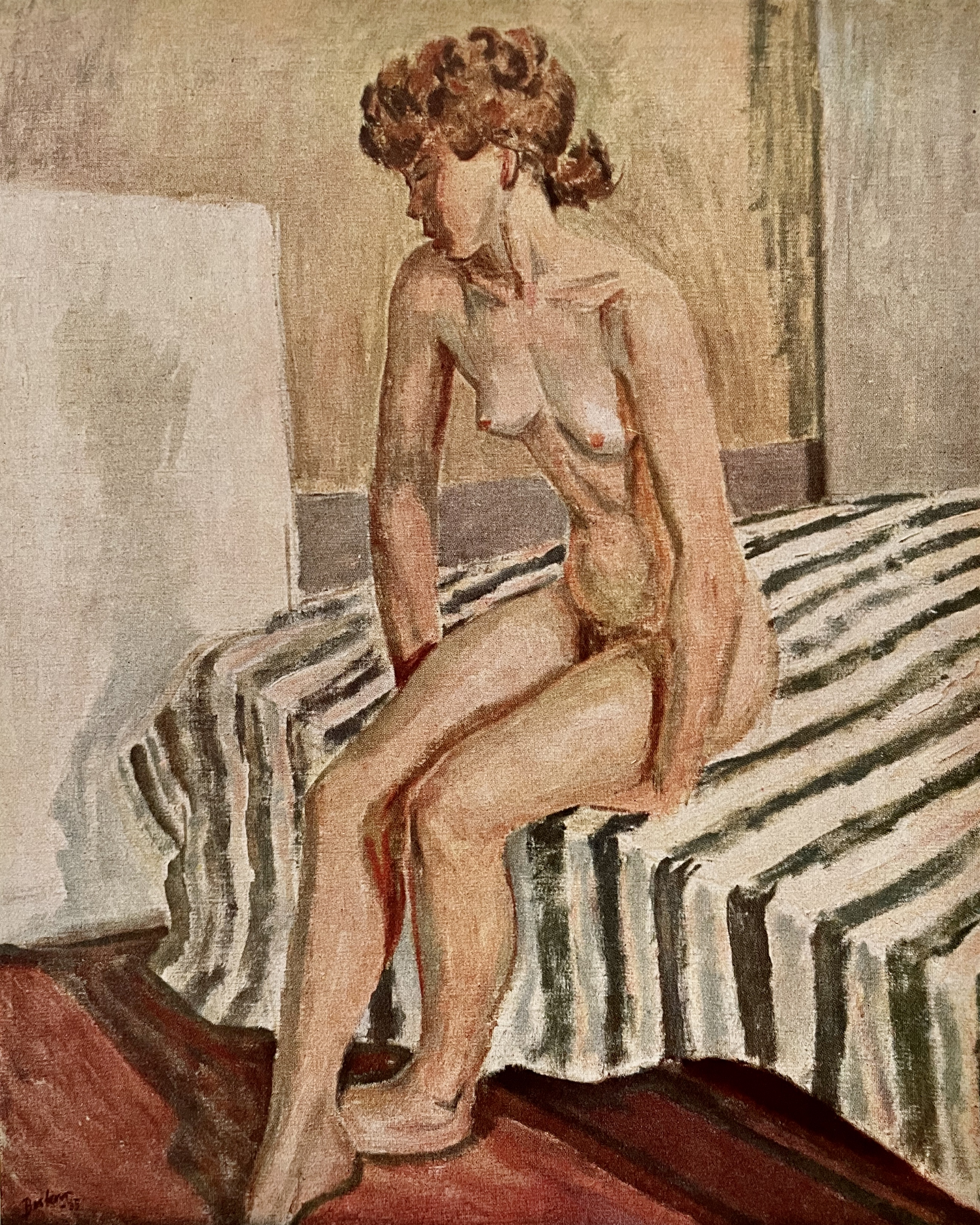
Sjutton år, oljemålning av Bo Beskow 1935.

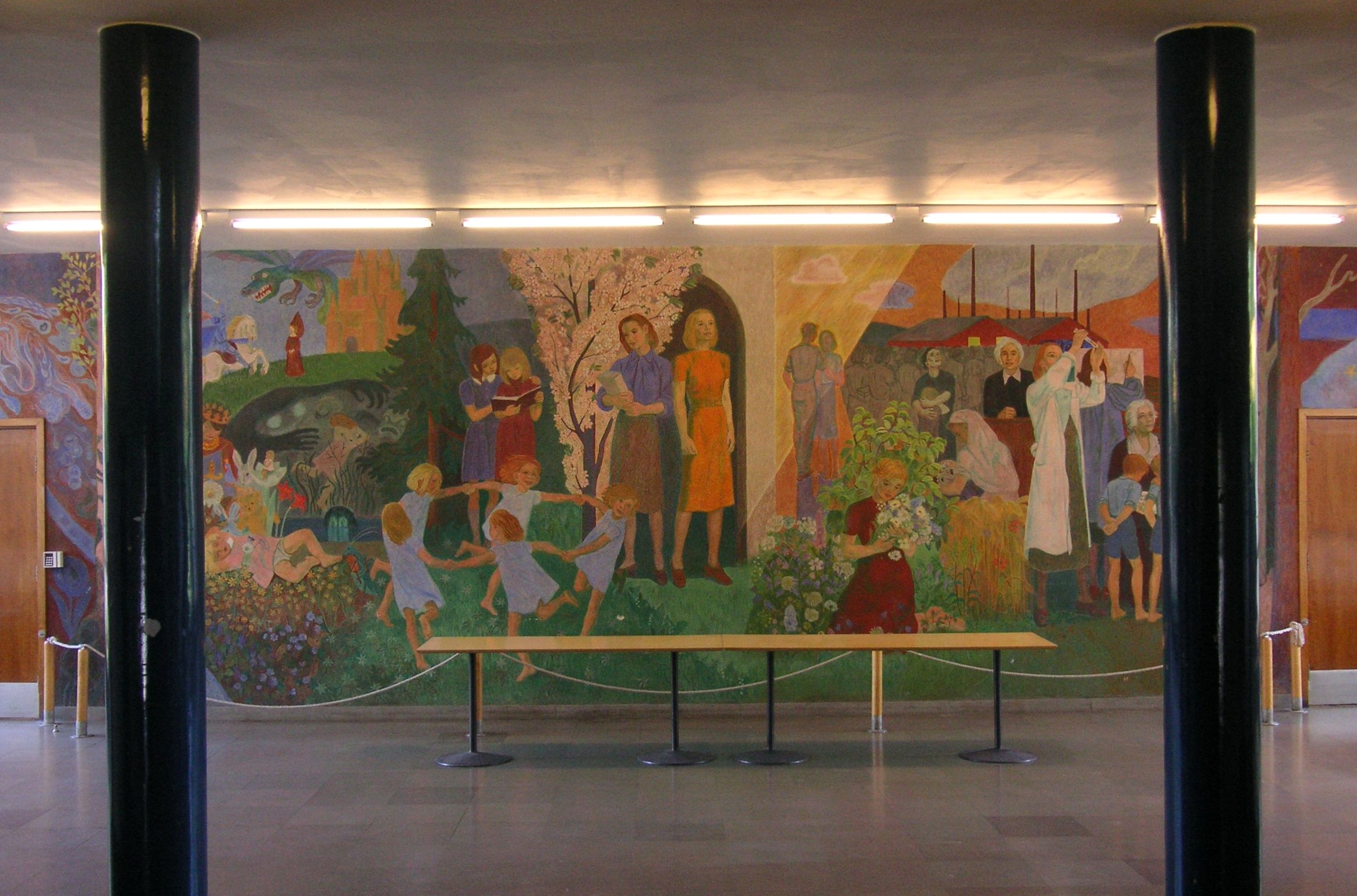
Väggmålning i Norrmalms flickläroverk 1939.

Bo Viktor Beskow, född 13 februari 1906 i Djursholm, död 1 april 1989 i Mogata i Söderköpings kommun, var en svensk målare och författare. Hans mest uppmärksammade verk är glasmålningarna i Skara domkyrka, utförda under olika perioder från 1947 till 1976 liksom utsmyckningen i FN:s meditationsrum i New York 1957.

## Biografi
Han var son till Natanael och Elsa Beskow, bror till Gunnar Beskow samt 1927–1949 gift med Zita Nardi. År 1955 gifte han sig med keramikern Greta Berge. Med henne fick han dottern (Boel) Maria 1958, som Dag Hammarskjöld blev fadder/gudfar till, och dottern Susanna 1961.
Beskow studerade vid Kungliga Konsthögskolan i Stockholm 1923–1926 och i Rom 1926–1927, Paris 1928–1929 och Portugal 1933–1934. Separat ställde han ut i Stockholm ett tiotal gånger bland annat på Gummesons konsthall 1929, Galerie Moderne 1934 och Konstnärshuset 1938.  
Debututställningen på Gummesons 1929 väckte inte någon större uppmärksamhet. Resan till Portugal 1934 blev en vändpunkt i han skapande då han hittade sin egen stil – målningarna blev mer uttrycksfulla och mer okonventionella samtidigt som de var friare i utförandet. 
Vid utställningen 1934 på Galerie Moderne i Stockholm möttes hans konst med mycket fin kritik i pressen. Han hade även separatutställningar i Göteborg (1934), i Gävle och Sandviken (1935) samt i Oslo (1937), liksom i Borås. Han medverkade med flera verk vid Nordiska museets utställning Barnet i konsten som visades 1941. En retrospektiv utställning med hans konst visades på  Waldemarsudde 1966.
Han gjorde sig känd som monumental- och porträttmålare. Till hans bättre porträtt märks helfigurbilden av Ernst Treffenberg (1938). Han utförde även porträtt av Göta Trägårdh, Josua Tillgren (1941), Sten Selander och Sigfrid Siwertz. Tre porträtt är utförda under 1960-talet och finns i Statens porträttsamling vid Gripsholms slott: Kerstin Hesselgren (1960), Rickard Sandler (1964) och Arne Geijer (1969).

## Monumentalarbeten

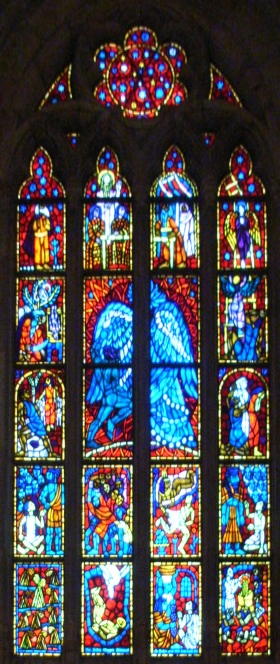
Korfönster i glas i Skara domkyrka 1947-1976.

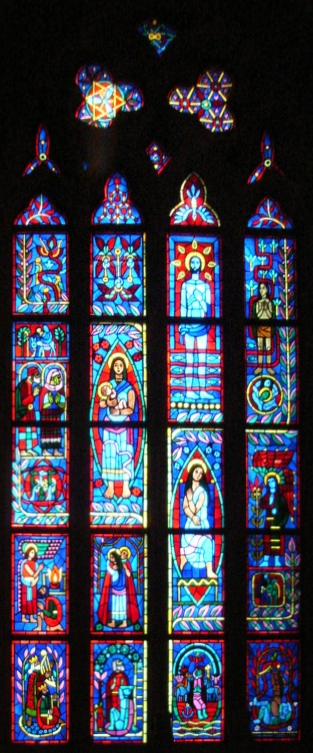
Korfönster mot syd-väst i Skara domkyrka 1947-1976.

I sitt tidiga monumentalmåleri har han hämtat influenser från det norska måleriet. Han debuterade 1938 med alfresko-målningen Av ljus är du kommen, till ljus skall du åter varda för Djursholm nya gravkapell, för Norrmalms flickläroverk – nuvarande Socialhögskolan i Stockholm – utförde han 1939 väggmålningen Kaos-kosmos i entréhallen.
Till Tobaksmonopolets personalmatsal i Stockholm utförde han 1947 al fresco-målningen En dag i Papadates där han hämtade motivet från en grekisk by med tobaksodlingar där man kan följa plantans väg till torkade blad. Till hans övriga dekorativa arbeten hör utsmyckningen Maria nyckelpiga för Svenska Lloyds fartyg M/S Saga 1941. För Tuppens fritidssal i Norrköping utförde han målningen Det är ändå skönt att leva 1943, och för brandstationen i Norrköping utförde han väggmarmormosaiken Eld och vatten. För Skärblacka simhall gjorde han  skulpturutsmyckning. Utformning och utsmyckning av FN:s meditationsrum i New York (1957) är hållen i en geometriskt nonfigurativ stil.
I sin kyrkliga konst målade han en altartavla för Timmele kyrka, altartavla och målade glasfönster för Christinae kyrka i Alingsås, blyinfattade målningar för Sankta Maria kyrka i Malmö, mosaiker för Växjö domkyrka samt ett antal målade glasfönster i Kristdala kyrka, Skara domkyrka, Vrigstads kyrka, Mogata kyrka, Sankt Johannes kyrka, Östergötland, Locketorps kyrka, Valstads kyrka, Nordmalings kyrka, Robertsfors kyrka samt korets konstnärliga utformning i Skärstads kyrka, och för Hangelösa kyrka, utförde han 1972 oljemålningen Jesus välsignar barnen, som placerades ovanför altartavlan. Hans mest uppmärksammade verk är glasmålningarna i Skara domkyrka, utförda under olika perioder från 1947 till 1976.
Han var också en god landskapsmålare och illustrerade sina egna reseskildringar. För Gullaskrufs glasbruk formgav han under 1960-talet en del glasföremål. Under flera år hade han sin ateljé i Christian Erikssons tidigare lokaler vid Nederland mindre 9 vid Maria Prästgårdsgata 3 på Södermalm i Stockholm. Som illustratör illustrerade han bland annat Ludvig De Vylders Från slätten och stranden 1924 och Harry Martinsons Aniara, som 1981 utgavs i ny omarbetad upplaga. Beskow var även författare, bland annat till ett flertal barnsböcker, som han även illustrerade. Han var vintervärd i radioprogrammet Vintergatan den 25 december 1973.
Beskow är representerad i Nationalmuseum, Moderna Museet, Norrköpings konstmuseum, Göteborgs konstmuseum, Smålands museum, Länsmuseet Gävleborg, Västergötlands museum  och Statens porträttsamling vid Gripsholms slott. 
Han är begravd på Skällviks kyrkogård.